# Flore Revalles

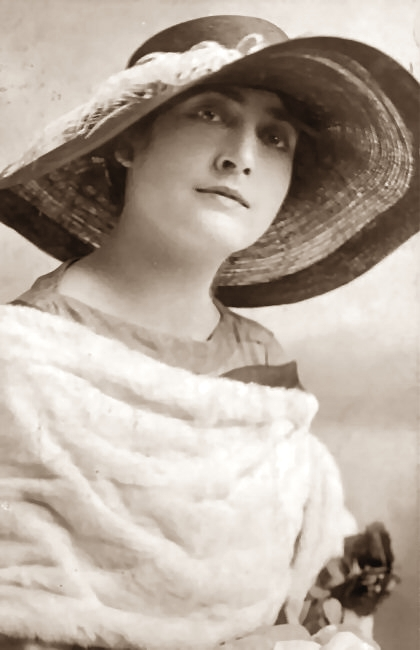
Flore Revalles (ca. 1916–1920)

Flore Revalles (geboren am 25. Januar 1889 in Rolle VD; gestorben am 29. August 1966 in Genf) – geborene Flora Emilie Treichler – war eine schweizerische Sängerin, Tänzerin und Schauspielerin. Sie war eine Tante des französischen Schauspielers Guy Tréjan (1921–2001).

## Leben
Flora Emilie Treichler wurde in Rolle nahe des Genfersees geboren. Ihr Vater Gustav Treichler war Ingenieur und legte Gleise in Afrika, worüber er in seinen Briefen an seine Familie öfter schrieb. Er starb, noch bevor sie bekannt wurde. Sie war eines von drei Kindern, einer ihrer zwei Brüder verstarb früh an einer Krankheit, der andere lebte in Paris.
Revalles sang schon als kleines Kind und träumte davon, den Gesang zu ihrem Beruf zu machen. Um ihre Mutter von einer Karriere als Sängerin zu überzeugen, entschied sich Revalles dazu, nach einem Besuch bei ihrem Bruder in Paris das Konservatorium zu besuchen. Von über 100 Bewerberinnen und Bewerbern wurde sie zu den 15 ausgewählt, die im Gesang unterrichtet werden konnten. Mit dem Ausbruch des Ersten Weltkrieges 1914 musste das Konservatorium allerdings schliessen, und Revalles kehrte zurück in die Schweiz, ohne ihre Ausbildung zu beenden.
Zurück in Genf, schien der Traum vom Singen für Revalles fürs Erste geplatzt zu sein. Zufälligerweise wurde sie bei einem Gastauftritt bei Bekannten vom Manager des Grand Théâtre de Genève entdeckt. Er bot ihr an, die Rolle der Margarete in Faust an mit der Bedingung, dass sie ihren Text in acht Tagen lernen und ohne Probe aufführen soll. Begeistert von ihrem Talent, wurde ihr ein Vertrag als Sängerin an der Oper angeboten. Ihre Karriere startete sie unter dem Künstlernamen Flore Revalles.
Im Jahr 1915 machte ihr der Maler Léon Bakst, der zu der Zeit Bühnen- und Kostümbildner für das Ballet Russe war, das Angebot, mit Serge Diaghilev auf Tournee zu gehen. Revalles willigte unvermittelt ein und verliess die Oper, nachdem sie sich aus ihrem Vertrag mit dem Grand Théatre de Genève beim Direktor freikaufte.
Mit dem Ballet Russe tourte Revalles zunächst in London und Paris, bevor sie nach New York kam, wo sie vor allem mit ihrer Rolle als Cléopatra Aufsehen erregte, da sie wohl eine Kobra anschaffte, um die Bewegungen der Schlange für ihren Tanz kopieren zu können. Revalles beschrieb sich selbst als grosse Tierliebhaberin und war sogar der Ansicht, sie sei einst in einem früheren Leben ein Tier gewesen. So bezeichnete sie sich selbst auch als spirituell und glaubte an die Reinkarnation nach dem Tod.
1918 spielte Revalles die Messalina im Film Woman. In einem Interview mit der Zeitschrift Motion Picture Classic schilderte sie selbst, der Regisseur Maurice Tourneur habe sie für diese Rolle haben wollen, da er, wie er sagte, keine andere Frau kenne, die für diese Rolle unverschämt genug («wicked enough») gewesen wäre.
Im selben Jahr des Interviews, 1920, hatte Revalles ausserdem die Hauptrolle der Daisy Rittenshaw im Stummfilm Earthbound.
Ihre letzte Rolle in Amerika bekam sie beim Manhattan Opera House im Stück Till Eulenspiegel, wo sie neben Vaslav Nijinski die erste Schlossherrin spielte. Sie verliess Amerika danach und kehrte zurück nach Europa.
In Europa widmete sich Revalles wieder ihrer Leidenschaft als Sängerin. So trat sie von 1921 bis 1935 immer wieder auf kleineren Bühnen auf.
Revalles kehrte danach zurück nach Genf. Mit dem Tod ihres Bruders 1937 nahm Revalles ihren damals 16-jährigen Neffen Guy Tréjan bei sich auf, welcher in seiner Autobiografie auch von seiner Tante redet. Er macht in seinem Buch Andeutungen, dass Revalles zu Ehren Mussolinis auftrat und den Faschismus in Italien unterstützte, ohne jedoch näher darauf einzugehen oder konkrete Vorkommnisse zu nennen.
In den 50er-Jahren zog sie in ein Studio in Genf, welches sie anscheinend selbst Paradiso nannte. Sie begann zu malen und soll mit den Mormonen und Rosenkreuzern nach dem Sinn des Lebens gesucht haben.
Flore Revalles starb am 29. August 1966.

## Wirken

### Filme
- Woman (1918) als Messalina
- Earthbound (1920) als Daisy Rittenshaw

### Ballett
- Shéhérazade als Zobeïde
- Cléopâtre als Kleopatra
- L’Après-midi d’un faune als Thamar
- Till Eulenspiegel als erste Schlossherrin